# Santa Faz

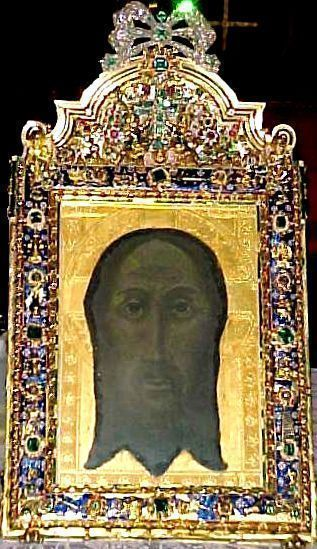
Santo Rostro de la Catedral de Jaén.

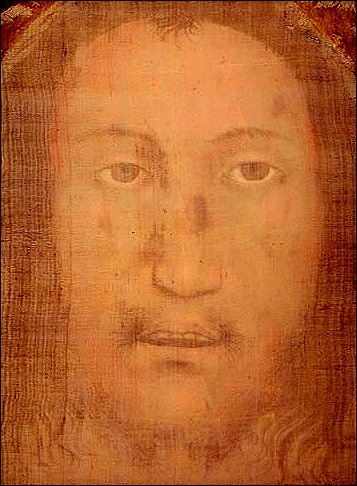
Santo Rostro de Manoppello.

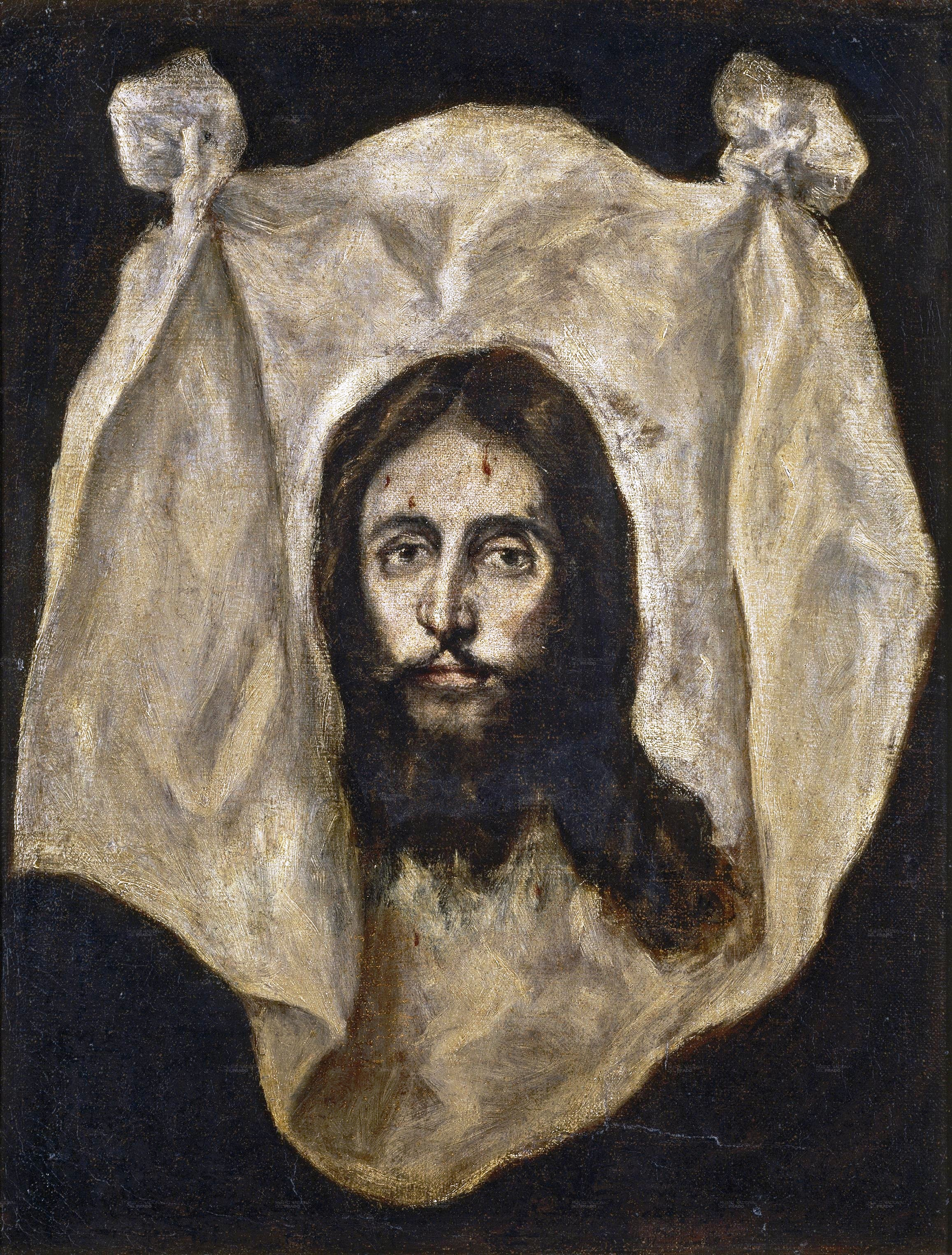
Santa Faz de El Greco.

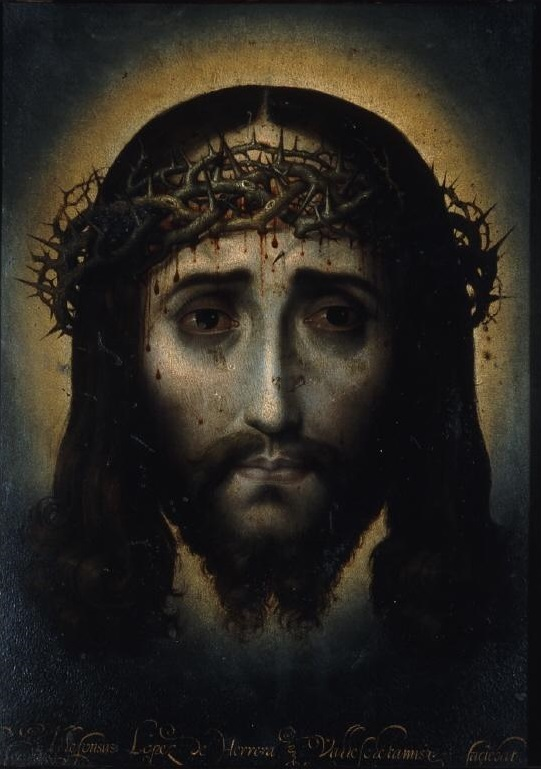
Santa Faz de Alonso López de Herrera.

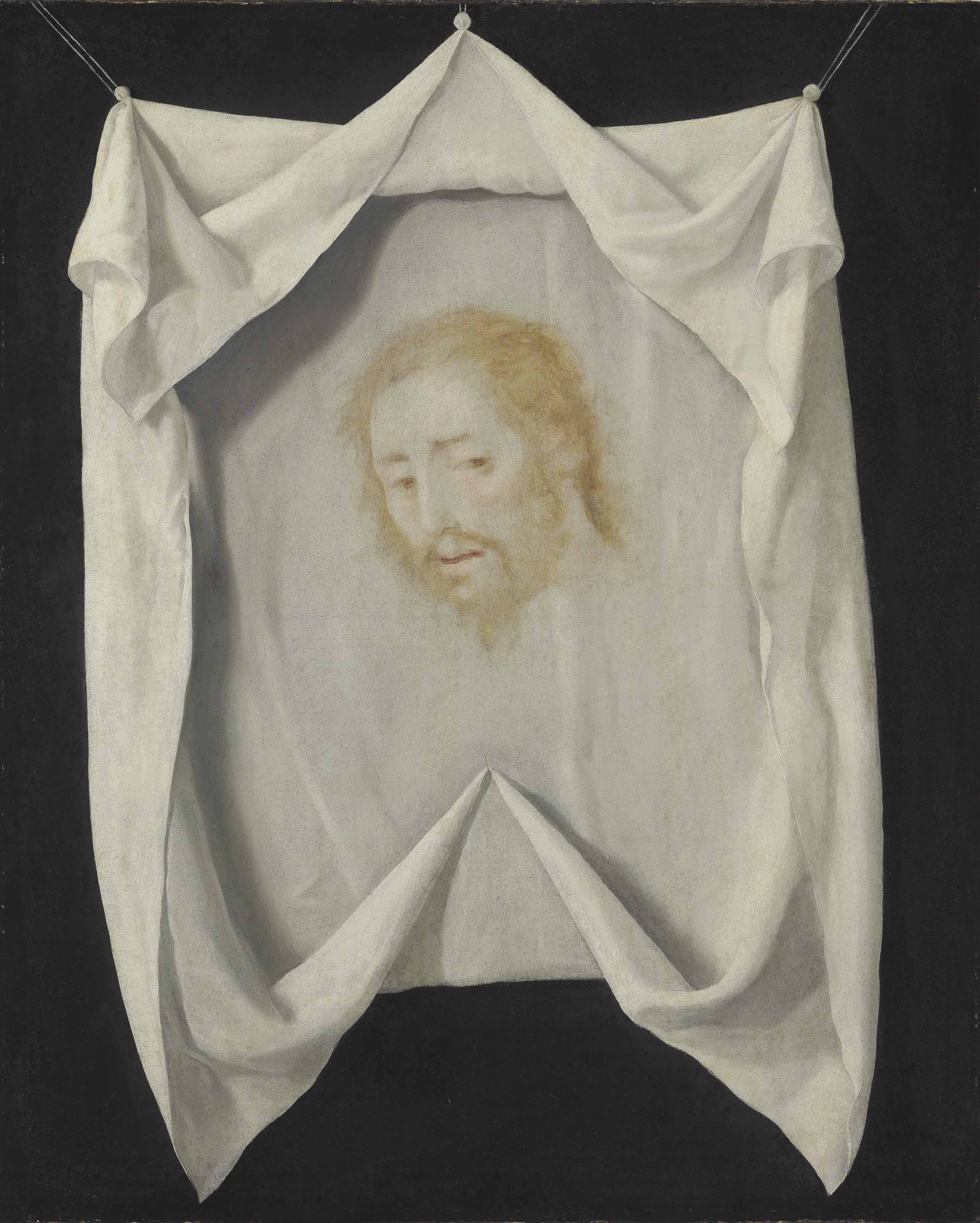
La Santa Faz de Francisco de Zurbarán (1630-1635 ca.).

Santa Faz y Santo Rostro  son denominaciones que distintas tradiciones piadosas dan a varias reliquias cristianas identificadas con el paño de la Verónica o con el Mandylion de Edesa (frente a la que surgió como "rival romano") u otras imágenes denominadas acheiropoietos ("hechas sin manos humanas") o vera icon ("verdaderas imágenes"). Las tradiciones en que se basan están confusamente mezcladas, así como sus desplazamientos y lugares donde se custodiaron, de modo que no es posible establecer la veracidad de las que en la actualidad pretenden ser las originales; aunque el concepto de originalidad o la aplicación de críticas racionales son ajenos a los criterios de la época medieval en que surgieron.
Su multiplicidad se ha interpretado como la consecuencia de que el paño con el que Verónica limpió el rostro de Cristo (en la Via Dolorosa de Jerusalén, camino del Calvario) estaba doblada varias veces, y cada una conservó una impresión milagrosa de lo que sería una Vera icon ("verdadera imagen") de este. Se lo describe por primera vez en 1137. En la Basílica de San Pedro de Roma se mantiene la tradición de que el paño, lienzo o velo de la Verónica (o Verónica a secas) se encuentra custodiado en uno de los pilares que sostienen la cúpula, sobre una estatua colosal de la Santa, de Francesco Mochi, 1632.

Entre estas devotas mugeres avia una que se llamaba Berenice, o Veronica, la cual diò el velo, ò toca, que traía sobre su cabeça, al Señor, para que enjugasse el sudor, y sangre de su rostro; y él lo hizo, dexando en el velo impressa la figura, y sangre del mismo rostro, el qual por el nombre de la muger se llama Veronica, y en Roma el Bulto Santo, donde se muestra en la Iglesia de San Pedro con gran veneración, y entre los lugares de la Tierra Santa, se muestra la casa de esta muger Veronica
Pedro de Ribadeneyra, Flos Sanctorum

En el contexto español, la expresión "Santa Faz" se suele emplear específicamente para la Santa Faz de Alicante, la reliquia conservada en el Monasterio de la Santa Faz de esa ciudad desde el siglo XV; mientras que la de "Santo Rostro" suele emplearse específicamente para la conservada en la Catedral de Jaén desde el siglo XIV.
La expresión italiana Volto Santo se emplea para designar al Volto Santo de Lucca y al Volto Santo de Sansepolcro (que no son lienzos, sino tallas escultóricas del Crucificado), o al Volto Santo de Manoppello. Además, hay también templos denominados chiesa del Santo Volto en Roma y Turín, y un instituto religioso denominado Suore del Santo Volto (Hermanas del Santo Rostro). La Santa Faz de Génova conservada en la iglesia de San Bartolomé de los Armenios es tradicionalmente identificada con el Mandylion de Edesa, es decir, también una vera icon, pero de distinto origen al paño de la Verónica.
Además de estos, hay otros lugares donde se conservan reliquias identificadas como el Santo Rostro o se veneran imágenes asociadas, como la Ermita del Santo Rostro de Honrubia (provincia de Cuenca, España); alguna de las cuales (especialmente la del Hofburg de Viena) se identifica como una de las seis meticulosas copias realizadas en 1617 por Strozzi, secretario del papa Paulo V.
Hay que aclarar que el llamado Santo Sudario de Oviedo no muestra propiamente una imagen del rostro de Cristo, sino lo que se cree son manchas de sangre impregnadas de la cara de Jesús después de muerto.

## Otrasvera icon
Las vera icon (en latín "verdaderas imágenes") serían las reliquias que se consideran verdaderas imágenes de Cristo. Además del paño de la Verónica, serían el Mandylion de Edesa, la Camuliana y la Sábana Santa de Turín, entre otras. 

## Episodio de la Verónica
Según la tradición católica, durante la Pasión de Cristo, en el viacrucis, una mujer se quitó su velo para secar con él la cara del Mesías. La imagen de la cara de Jesucristo quedó impresa en el pañuelo de lino y este milagrosamente se conservó a través de los siglos, convirtiéndose en un objeto de culto.
La mujer más tarde sería llamada Verónica, cuya etimología mixtificada se hace derivar de la combinación entre el latín verum (verdadero) y el griego Eikôn (icono, imagen), "la verdadera imagen"; aunque más probablemente procede del griego Βερενίκη (Berenice), forma dialectal macedonia de Φερενίκη (Ferenice), "portadora de la victoria". 
Este episodio, pese a representar una de las estaciones del Vía Crucis, no se encuentra en los Evangelios canónicos. La cita más antigua de este episodio data del siglo II, en el Evangelio apócrifo de Nicodemo.
En la Vía Dolorosa de Jerusalén hay una capilla conocida como "Capilla de la Santa Faz", a la que se considera tradicionalmente el lugar donde se produjeron los hechos.

## Historia del lienzo
Según una tradición que ya existía en el siglo VIII, Verónica viajó a Roma a presentar el paño al emperador romano Tiberio ya que el velo poseía propiedades milagrosas, como quitar la sed, curar la ceguera o incluso resucitar muertos. Existe el convencimiento de que el lienzo estaba presente en la antigua basílica de San Pedro durante el papado de Juan VII (705-707 d. C.), ya que durante su pontificado se consagró una capilla denominada de Sancta María in Verónica. Sin embargo los mosaicos de los que se tiene noticia de dicha capilla no se refieren a la historia de Verónica. Además, escritores contemporáneos no hacen referencia a la Verónica durante este periodo. Es más segura las referencia al lienzo romano en 1011, cuando se da cuenta de la existencia de un escriba identificado como conservador del paño.
Otras pruebas de la existencia del paño se datan en 1199, cuando dos peregrinos llamados Geraldo de Barri y Gervasio de Tilbury hicieron referencia a él en dos ocasiones distintas de visitas a Roma. Poco después, en 1207, el paño adquirió notoriedad cuando se llevó en procesión pública por parte del papa Inocencio III, quien concedió indulgencias a quien rezara ante él. Esta procesión, entre la Basílica de San Pedro y el Hospital del Espíritu Santo, se convirtió en una celebración anual. Para una de esas ocasiones, la del año 1300, el papa Bonifacio VIII recibió la inspiración de proclamar el primer Jubileo. Durante este año jubilar, el paño se expuso públicamente convirtiéndose en una de las Mirabilia Urbis ("maravillas de la ciudad") para los peregrinos que visitaran Roma. Durante los dos siglos siguientes el lienzo fue venerado como una de las más importante reliquias cristianas.
Algunos autores consideran que durante el Saco de Roma de 1527 el velo fue destruido: Messer Unbano escribió a la Duquesa de Urbino que el lienzo fue robado y pasó por las tabernas de Roma. Sin embargo, otros autores testifican su presencia continuada en el Vaticano y un testigo del saqueo asegura que el lienzo no fue encontrado por los asaltantes.
Muchos artistas de la época hicieron reproducciones de lienzo, lo cual sugería su supervivencia, y en 1616 Paulo V prohibió hacer más reproducciones salvo que se adecuaran al canon de la existente en la Basílica de San Pedro. En 1629 el papa Urbano VIII no sólo prohibió hacer nuevas reproducciones, sino que ordenó la destrucción de las existentes. Su edicto declaró que cualquiera que tuviera acceso a una de esas copias debía llevarla al Vaticano bajo pena de excomunión. 
Tras esto, el lienzo dejó de exponerse públicamente salvo en momentos puntuales, como del 3 al 7 de diciembre de 1854, durante la preparación de la proclamación del dogma de la Inmaculada, cuando se exhibió en el altar mayor de San Pedro. En 1849 se registra una transformación prodigiosa de la reliquia, que habría recobrado milagrosamente un aspecto que permitía reconocer los rasgos originales, durante tres horas[cita requerida]. Desde entonces, las autoridades de la Santa Sede reconocen que su aspecto es muy insatisfactorio, y no consideran prudente exhibirlo o tomarle fotografías; a muy pocas personas se les ha permitido verlo.
Tradicionalmente, las reliquias eran troceadas con el fin de poder extender su veneración a lugares distintos de la Cristiandad. No debe excluirse, por tanto, la posibilidad de que las distintas reliquias existentes en el mundo sean partes del que se tiene testimonio en el jubileo de 1300.

## Santa Faz como devoción
Santa Teresa de Lisieux tomó como nombre de religiosa "Teresa del Niño Jesús y de la Santa Faz". Una visión de la carmelita María de San Pedro le llevó a iniciar un movimiento de reparación contra la blasfemia conocido como "flecha dorada", que consistía en la difusión de la devoción a la Santa Faz. Al conocerlo, León Dupont fundó en Tours en 1849 un movimiento de adoración eucarística como vigilia permanente ante una imagen de la Santa Faz. Las visiones de Maria Pierina De Micheli, desde 1936, llevaron a la difusión de la devoción de la Medalla de la Santa Faz (con el lema Illumina, Domine, Vultum tuum super nos -Salmos 4:6-).
Como devoción, la Santa Faz, ha sido objeto de atención por parte de los papas Juan Pablo II y Benedicto XVI (que la orienta al apostolado, la eucaristía y la escatología -El camino de Jesucristo, 2005-).